# Belvederer Allee 6

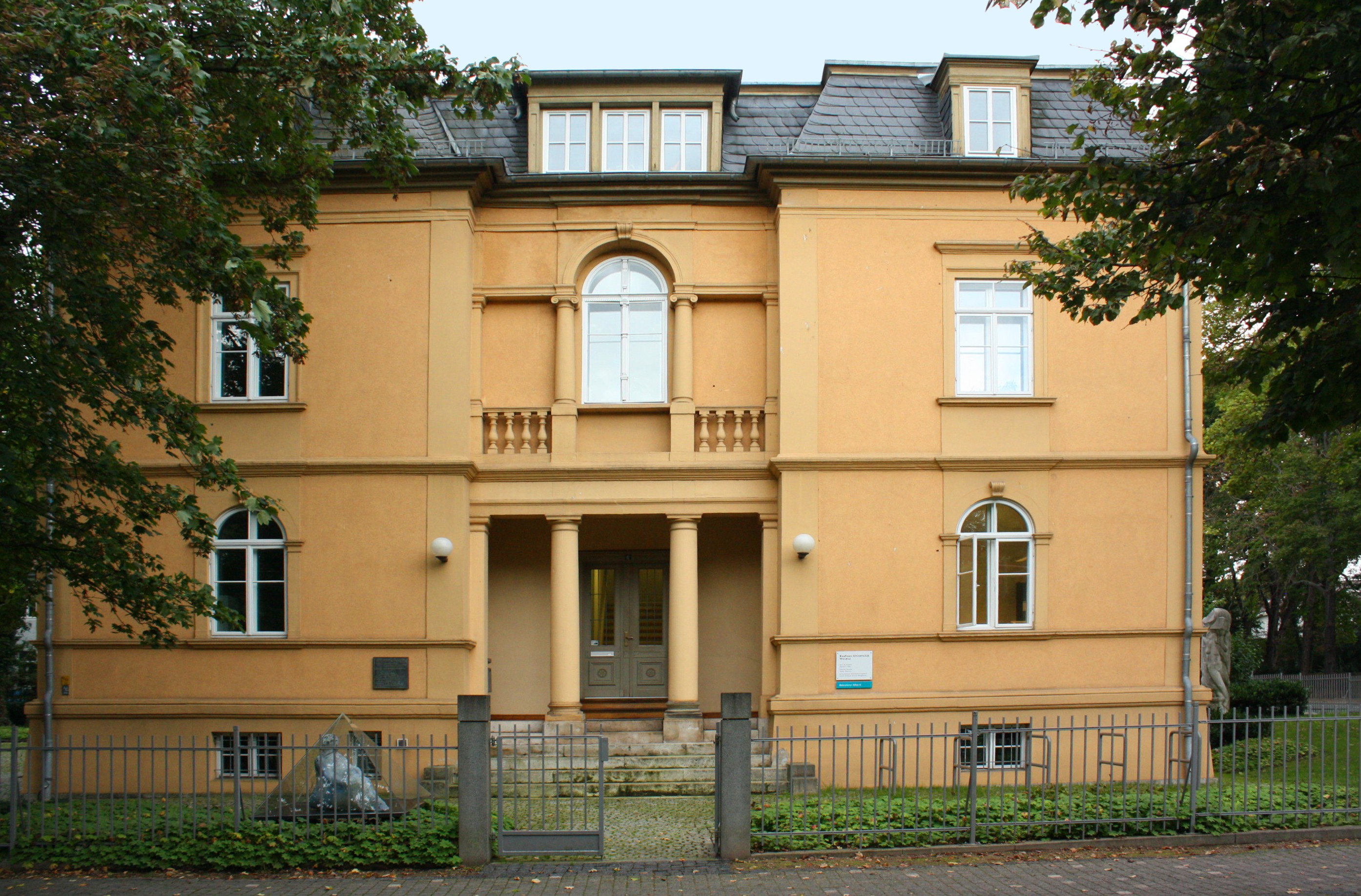
Belvederer Allee 6

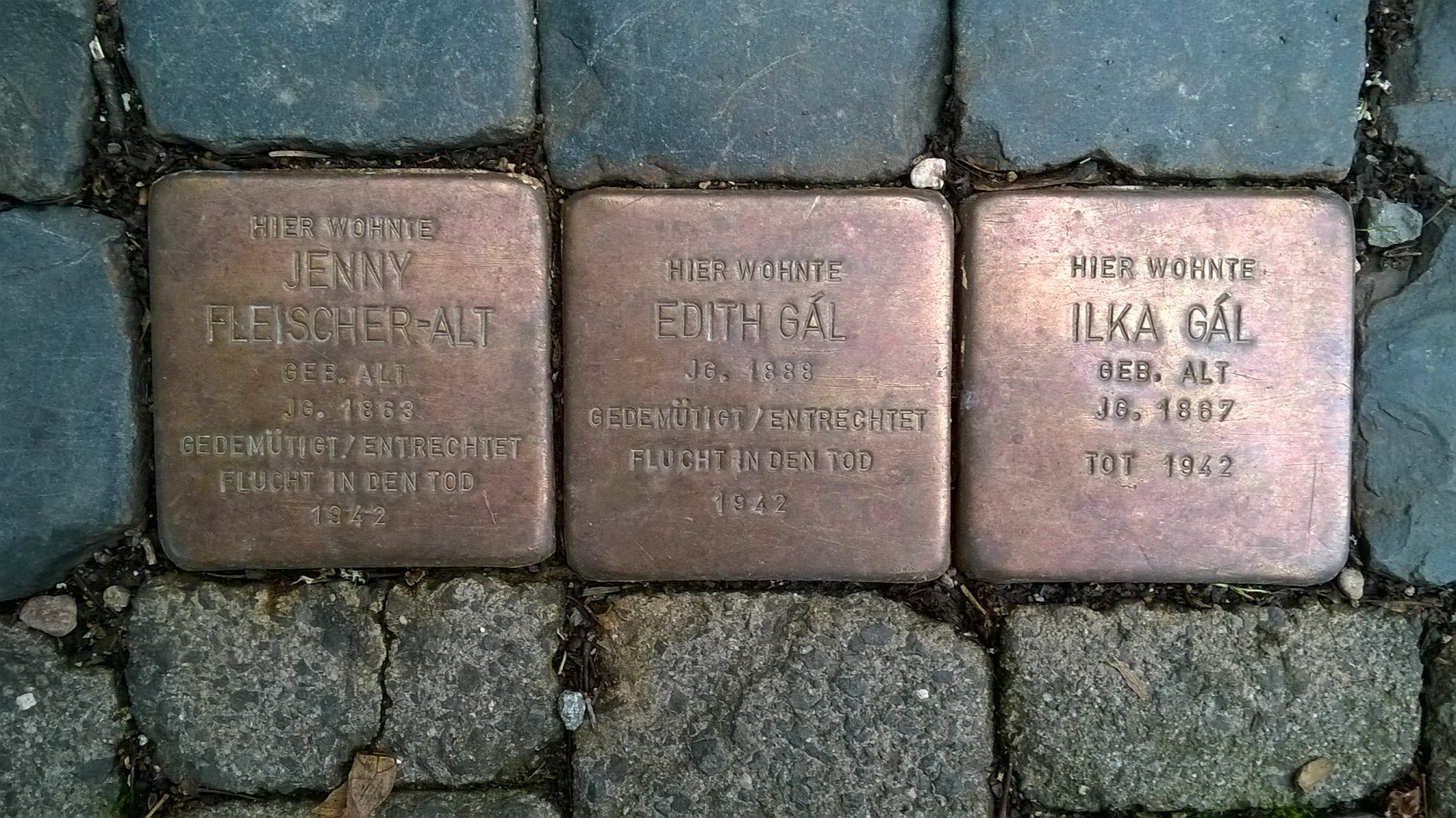
Stolpersteine vor dem Haus Belvederer Allee 6

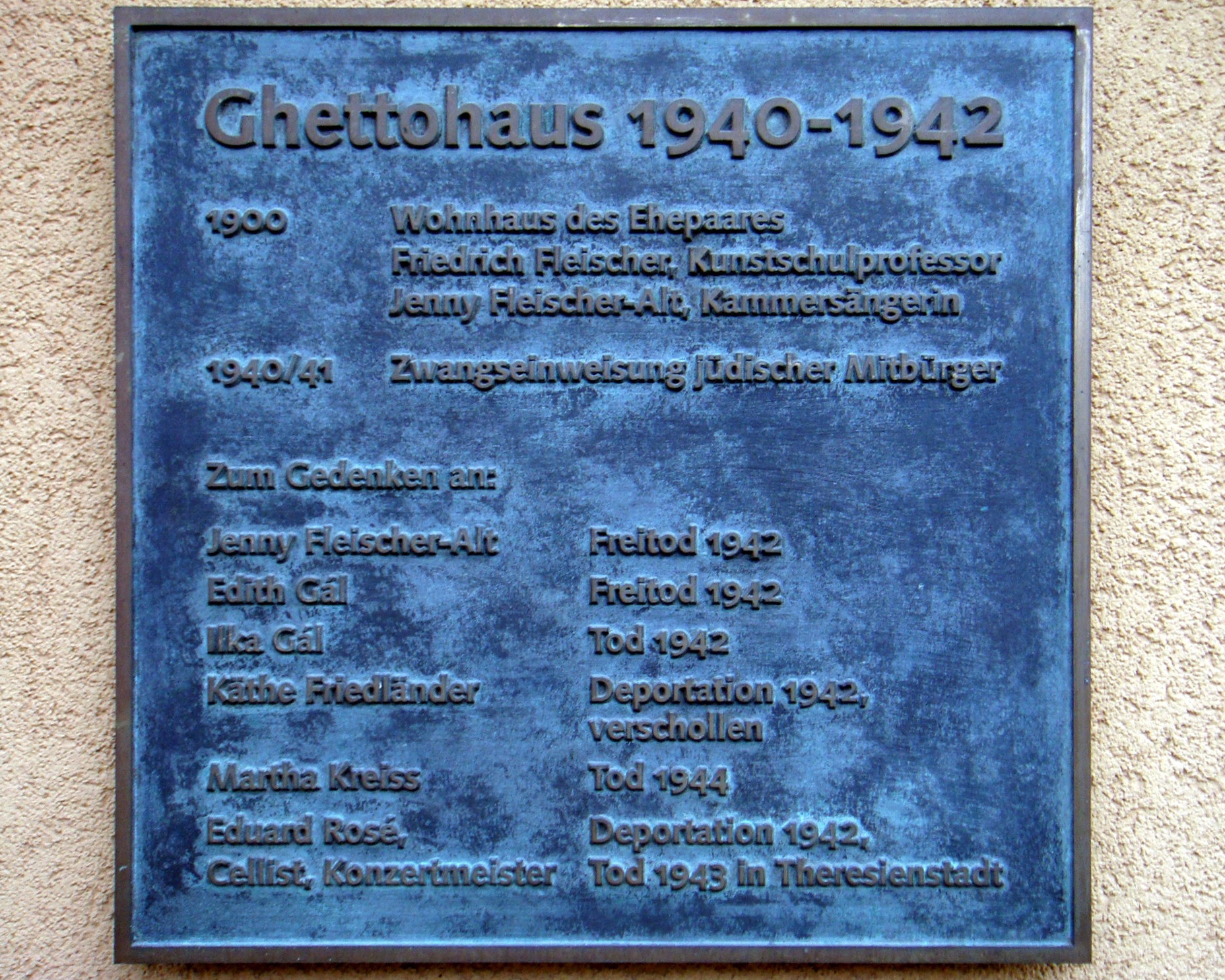
Gedenktafel am Haus Belvederer Allee 6

Das Haus Belvederer Allee 6 ist ein historistisches Bauwerk aus dem 19. Jahrhundert in Weimar. 

## Geschichte
Erbaut wurde das zweigeschossige Gebäude im Stil eines italienischen Palazzo mit einem mittigen, von Säulen flankierten Portal, was auf Ferdinand Streichhan als Entwerfer hindeutet. Der Bau erfolgte jedoch nach Plänen von Karl Friedrich Röhr, der zusammen mit Karl Eduard Kurth zur Zeit der Entstehung des Hauses zwischen 1861 und 1869 eine ganze Reihe von Villenbauten an der Belvederer Allee errichtete. Auf Entwürfe Streichhans geht hingegen das 1861/1862 errichtete Haus Belvederer Allee 5 zurück, der dieses auch bewohnte. 
Vor dem Gebäude Belvederer Allee 6 sind Stolpersteine in den Gehweg eingelassen. Während des Nationalsozialismus war dieses ein sogenanntes „Ghetto-Haus“ wie auch das Haus Brühl 6 und das Haus Plan 4. Das Haus gehörte einst der Familie Fleischer-Alt, deren Namen auf den Steinen zu lesen sind. Darunter war die Sopranistin Jenny Fleischer-Alt. Mit dem Tod ihres Mannes verlor Fleischer-Alt am 1. Januar 1938 den begrenzten Schutz der „Mischehe“. Zwei Jahre später zogen ihre herzkranke Schwester Ilka Gál sowie die Nichte Edith Gál bei ihr ein. Ab 1939 wurde der Künstlerin der Zugang zu ihren privaten Konten verweigert. 1940 wurden von der Gestapo in das Haus von Fleischer-Alt die alleinstehenden jüdischen Frauen Käthe Friedländer und Martha Kreiß eingewiesen. Ihre Villa diente nunmehr als „Juden- und Ghettohaus“. Im Dezember 1941 kam der Cellist Eduard Rosé (Mitbegründer des Rosé-Quartetts) hinzu. Aus Angst vor der Deportation vergiftete sich Jenny Fleischer-Alt zusammen mit ihrer Nichte Edith Gál am 7. April 1942. Auch ihre Schwester Ilka starb 1942 im Februar 1942 durch einen Unfall, der hohe Behandlungskosten mit sich brachte. Es war das Haus seit 1900 im Besitz der Familie Fleischer, erworben von Friedrich Fleischer. Auch eine Gedenktafel ist am Eingang angebracht. Das Haus, das Interieur der Familie Fleischer, insbesondere der Kunstbesitz und die Bibliothek fielen der Arisierung anheim. Teile der Bibliothek gingen an Walther Scheidig, dem die Herkunft bekannt gewesen sein musste. In dem Buch über die Weimarer Malerschule erwähnt Scheidig Fleischer mit keinem Wort.
Das Haus Nummer 6 in der Belvederer Allee ist heute ein Verwaltungsgebäude. Darin hat u. a. der Kanzler der Bauhaus-Universität Weimar seinen Sitz.
Das Gebäude steht auf der Liste der Kulturdenkmale in Weimar (Einzeldenkmale). Die erwähnten Stolpersteine stehen auf der Liste der Stolpersteine in Weimar.